# José M. Hernández
José Moreno Hernandez, född 7 augusti 1962 i French Camp, Kalifornien, är en amerikansk astronaut uttagen i astronautgrupp 19 den 6 maj 2004.

## Familjeliv
Hernandez är gift med Adela Barragan.

## Karriär
Bachelor of Science i elektroteknik vid University of the Pacific 1984
Master of Science i elektroteknik vid University of California Santa Barbara
Hernandez har tidigare sökt in till astronautgrupperna 17 och 18.

## Rymdfärder
- Discovery - STS-128